# Ravensara flavescens
Ravensara flavescens är en lagerväxtart som beskrevs av André Joseph Guillaume Henri Kostermans. Ravensara flavescens ingår i släktet Ravensara och familjen lagerväxter. Inga underarter finns listade i Catalogue of Life.